# Genealogía (filosofía)
En la filosofía, la genealogía es una técnica histórica en la que se cuestiona el surgimiento comúnmente entendido de diversas creencias filosóficas y sociales mostrando historias alternativas y subversivas de su desarrollo. La genealogía no se pregunta por el origen de las ideas, de los valores o de las identidades sociales, sino que muestra cómo éstas emergen como producto de relaciones de fuerza. Ha sido desarrollada como una continuación de las obras de Friedrich Nietzsche.

## Nietzsche
Nietzsche criticó a «los genealogistas» en La genealogía de la moral y propuso el uso de una filosofía histórica con el objetivo de criticar la moral moderna suponiendo que ésta se desarrolló en su forma actual a través de las relaciones de poder. Aunque a la filosofía de Nietzsche se la ha caracterizado erróneamente como genealogía (él nunca utilizó este término como propio de su filosofía, con excepción a La genealogía de la moral), la filosofía posterior que fue influenciada por Nietzsche y que comúnmente es descrita como genealogía comparte varios aspectos fundamentales de las ideas de Nietzsche. La filosofía histórica nietzscheana ha sido descrita como «una consideración de las tácticas opositoras» que abarca en lugar de excluir el conflicto entre relatos filosóficos e históricos.

## Foucault
A finales del siglo XX Michel Foucault amplió el concepto de genealogía en una contra-historia de la posición del sujeto que traza el desarrollo de las personas y las sociedades a través de la historia. Su genealogía explica la constitución de conocimientos, discursos, dominios de objetos, sin tener que hacer referencia a un sujeto que puede ser trascendente en relación con el campo de los acontecimientos o recorridos en su semejanza vacía durante todo el curso de la historia.
Así como Foucault discutió en su ensayo «Nietzsche, la genealogía, la historia», sus ideas sobre la genealogía fueron enormemente influenciadas por el trabajo que Nietzsche había hecho sobre el desarrollo de la moral a través del poder. Foucault describe también a la genealogía como una investigación particular sobre aquellos elementos que «tendemos a sentir [que están] sin historia». Esto incluiría aspectos como la sexualidad y otros elementos de la vida cotidiana. La genealogía no es la búsqueda de los orígenes y no es la construcción de un desarrollo lineal, sino que pretende mostrar el pasado plural y a veces contradictorio que revela las huellas de la influencia que ha tenido el poder sobre la verdad.
Como una de las importantes teorías de Michel Foucault, la genealogía deconstruye la verdad, argumentando que ésta es, en la mayoría de los casos, descubierta por casualidad, respaldada por la operación del poder o la consideración de interés. Por lo tanto, todas las verdades son cuestionables. Señalando la falta de fiabilidad de la verdad, que es acusada de «tener la tendencia de relatividad y nihilismo», la teoría niega rotundamente la uniformidad y la regularidad de la historia, destacando la irregularidad y la inconstancia de la verdad y derribando la noción de que la historia progresa en un orden lineal.
La práctica de la genealogía está también estrechamente vinculada a lo que Foucault llamó el «método arqueológico»:
«En resumen, me parece que el camino, para nosotros, de la observabilidad empírica de un conjunto a su aceptabilidad histórica (en la época misma en que efectivamente es observable) pasa por un análisis del nexo saber-poder que lo sostiene, que lo retoma a partir del hecho de que es aceptado y en dirección de lo que lo hace aceptable, no en general, por supuesto, sino solamente allí donde es aceptado como tal sistema. Es sólo esto lo que pudiera caracterizarse como una comprensión en su positividad. Tenemos aquí, por tanto, un tipo de procedimiento que, fuera de la inquietud de legitimación y, en consecuencia, apartando el punto de vista fundamental de la ley, recorre el ciclo de la positividad, yendo del hecho de la aceptación al sistema de aceptabilidad analizado a partir del juego saber-poder. Digamos que este nivel corresponde, aproximadamente, a la Arqueología.»